# Автошлях Т 0806
Автошля́х Т 0806 — автомобільний шлях територіального значення в Запорізькій області. Проходить територією Запорізького району через Запоріжжя—Біленьке. Загальна довжина — 33,5 км.

## Маршрут
Автошлях проходить через такі населені пункти:
| Автошлях Т 0806    |
| Запорізька область |
| Запорізький район  |
| Запоріжжя          |
| Бабурка            |
| Нижня Хортиця      |
| Розумівка          |
| Канівське          |
| Лисогірка          |
| Біленьке Перше     |
| Біленьке           |